# Fantômette contre Fantômette
Fantômette contre Fantômette est le sixième roman de la série humoristique Fantômette créée par Georges Chaulet.
Le roman, publié en 1964 dans la Bibliothèque rose des éditions Hachette sous le no 173, comporte 190 pages. 
Il évoque une série de cambriolages qui seraient revendiqués par Fantômette. Refusant de croire que l'aventurière ait pu devenir délinquante, Françoise, Ficelle et Boulotte mènent leur propre enquête afin de démasquer l'imposteur.

## Notoriété
De 1961 à 2000, les ventes cumulées des titres de Fantômette s'élèvent à 17 millions d'exemplaires, traductions comprises.
Le roman Fantômette contre Fantômette a donc pu être vendu à environ 300000 exemplaires.
Comme les autres romans, il a été traduit en italien, espagnol, portugais, en flamand, en danois, en finnois, en turc, en chinois et en japonais.

## Personnages principaux
- Françoise Dupont / Fantômette : héroïne du roman
- Ficelle : amie de Françoise et de Boulotte
- Boulotte : amie de Françoise et de Ficelle
- M. Palissandre : directeur des « Galeries Farfouillette »
- Jean et Jacques : neveux de M. Palissandre
- Mlle Crinoline et Mlle Lucette : vendeuses
- Commissaire Moustache : policier
- Inspecteurs Panard, Fouinard et Pandanleuille : policiers
- M. Pouffe : veilleur de nuit
- Mlle Bigoudi : institutrice

## Résumé

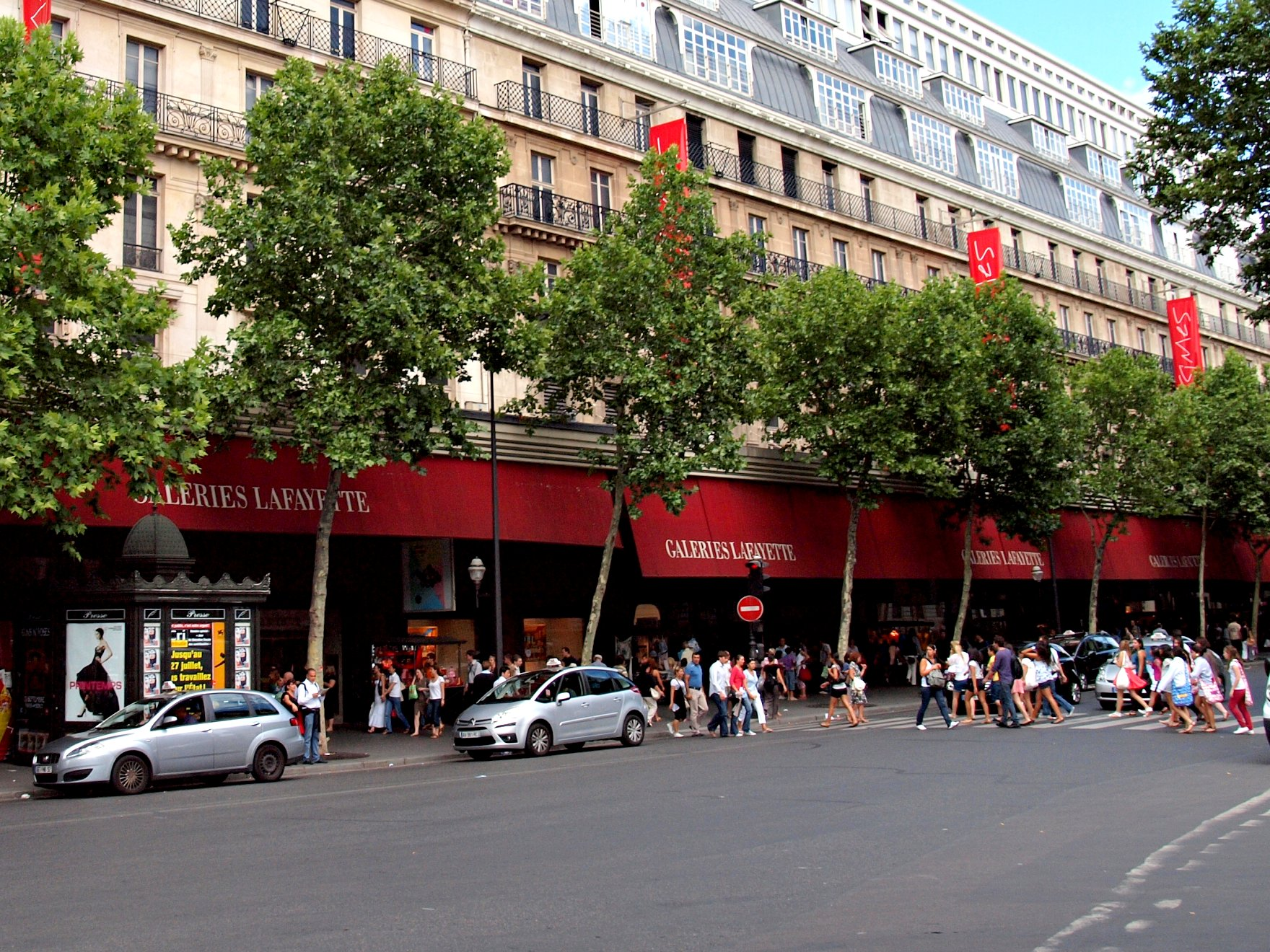
Les Galeries Lafayette à Paris, qui ont servi de modèle aux « Galeries Farfouillette ».

Remarque : le résumé est basé sur l'édition cartonnée non abrégée parue en 1964 en langue française.
- Mise en place de l'intrigue (chapitres 1 et 2)

Le journal local annonce que « Fantômette » aurait cambriolé Les Galeries Farfouillette, une grande surface de Framboisy, en passant par le toit : des parfums ont été volés par la justicière, et plusieurs personnes, depuis la rue, l'ont vue sur le toit. Fantômette aurait même laissé un message annonçant qu'elle récidiverait dans les mêmes locaux très prochainement. Or Françoise sait que Fantômette n'est pour rien dans cette affaire. Aidée par Ficelle et Boulotte, elle décide de mener son enquête.
- Aventures et enquête (chapitres 3 à 13)

Le trio fait la connaissance des neveux de M. Palissandre, directeur des Galeries Farfouillette : Jean (l'aîné, sympathique) et Jacques (le cadet, antipathique). Ils expliquent aux jeunes filles comment le vol a eu lieu et déclarent que la police ne dispose d'aucun indice. Fantômette serait passée par un vasistas. Le soir même, les policiers font le guet pour tenter de surprendre « Fantômette ». Ils ignorent que dans le cadre de leur enquête personnelle, les jeunes filles se sont laissées enfermer dans le grand magasin. Ficelle et Boulotte sont découvertes en raison d'un éternuement de Ficelle. La nuit se passe sans incident. Mais au petit matin, on découvre un nouveau vol, encore signé de « Fantômette » ! 
L'aventurière a volé des montres et de l'argenterie, alors que personne ne l'a vue. Les jeunes filles continuent leur enquête et découvrent un habit de Fantômette au domicile de Jean et Jacques, qui deviennent leurs principaux suspects. La nuit suivante, le commissaire de police a resserré le dispositif de surveillance. Néanmoins, M. Palissandre est retrouvé ligoté dans son bureau : alors qu'il travaillait, il a été assommé par « Fantômette » qui, profitant d'un feu criminel allumé pour faire diversion, a volé de précieux diamants cachés dans le coffre-fort. Là encore, personne n'a vu « Fantômette ». 
Le lendemain, Françoise acquiert la conviction que « Fantômette » n'a pas pu venir du dehors, et que par conséquent le voleur ou la voleuse est quelqu'un des Galeries Farfouillette connaissant bien les lieux. Elle trouve un précieux indice dans les débris de l'incendie de diversion : un bout de cigare. 
- Dénouement et révélations finales (chapitres 14 et 15)

Françoise (la vraie Fantômette) découvre la vérité : c'est M. Palissandre, aidé par l'action bien involontaire de ses neveux, qui est à l'origine de l'affaire. Les deux premiers vols avaient été commis pour diriger les recherches sur Fantômette, bouc-émissaire ; le troisième vol était le plus important et devait permettre à  M. Palissandre de recevoir une substantielle indemnisation de sa compagnie d'assurances. 
Le roman se termine par l'arrestation de M. Palissandre par le commissaire Moustache. Pour sa part, Ficelle entame l'écriture d'un « ouvrage biographique et historique monumental » : Vie et œuvres de Fantômette, par un témoin de son temps…